# IC 2838
IC 2838 — галактика типу E (еліптична галактика) у сузір'ї Лев.
Цей об'єкт міститься в оригінальній редакції індексного каталогу.